# Общая циркуляция атмосферы

Расположение элементов общей циркуляции атмосферы

Общая циркуляция атмосферы (атмосферная циркуляция) — планетарная система воздушных течений над земной поверхностью (в тропосфере сюда относятся пассаты, муссоны и воздушные течения, связанные с циклонами и антициклонами). Создаёт, в основном, режим ветра. С переносом воздушных масс общей циркуляцией связан глобальный перенос тепла и влаги. Существование циркуляции атмосферы обусловлено неоднородным распределением атмосферного давления, вызванным влиянием неодинакового нагревания земной поверхности на разных широтах, а также над материками и океанами.
Воздушные массы свободно перемещаются и обмениваются в тропосфере и нижней стратосфере до верхней границы географической оболочки (приблизительно 20 км).
Неравномерное распределение тепла в атмосфере приводит к неравномерному распределению атмосферного давления, а от распределения давления зависит движение воздуха, или воздушные течения.
На характер движения воздуха относительно земной поверхности важное влияние оказывает тот факт, что движение это происходит на вращающейся Земле. В нижних слоях атмосферы на движение воздуха также влияет трение. Движение воздуха относительно земной поверхности называют ветром, всю систему воздушных течений на Земле — общей циркуляцией атмосферы. Вихревые движения крупного масштаба — циклоны и антициклоны, постоянно возникающие в атмосфере, делают эту систему особенно сложной.
С перемещениями воздуха в процессе общей циркуляции связаны основные изменения погоды: воздушные массы, перемещаясь из одних областей Земли в другие, приносят с собой новые условия температуры, влажности, облачности и пр.
Кроме общей циркуляции атмосферы, существуют местные циркуляции: бризы, горно-долинные ветры и др.; возникают также сильные вихри малого масштаба — смерчи, тромбы.
Ветер вызывает волнение водных поверхностей, многие океанические течения, дрейф льдов; он является важным фактором эрозии и рельефообразования.